# Плечовий суглоб людини
Плечови́й сугло́б (лат. articulatio humeri) — суглоб, що пов'язує плечову кістку, а через її посередництво всю вільну верхню кінцівку з поясом верхньої кінцівки, зокрема з лопаткою. Головка плечової кістки, бере участь в утворенні суглоба, має форму кулі. З'єднана з нею суглобова западина лопатки являє собою плоску ямку. По колу западини знаходиться хрящова суглобова губа (labrum glenoidale), яка збільшує об'єм западини без зменшення рухливості, а також пом'якшує поштовхи і струси при русі головки.

## Суглобова капсула
Суглобова капсула плечового суглоба прикріплюється на лопатці до кісткового краю суглобової западини і, охопивши плечову головку, закінчується на анатомічній шийці. Допоміжною зв'язкою плечового суглоба служить дещо щільніший пучок волокон, що йде від основи дзьобоподібного відростка і вплітається в капсулу суглоба, — дзьобоподібно-плечова зв'язка (lig. coracohumerale). Загалом же плечовий суглоб не має справжніх зв'язок і зміцнюється м'язами пояса верхньої кінцівки. Ця обставина, з одного боку, є позитивною, бо сприяє великим рухам плечового суглоба, необхідним для функції руки як органа праці. З іншого боку, слабка фіксація в плечовому суглобі є негативним моментом, будучи причиною його частих вивихів.
Синовіальна оболонка, що вистилає зсередини капсулу суглоба, дає два позасуглобових випинання. Перше з них, міжгорбкова синовіальна піхва (vagina synovialis intertubercularis), оточує сухожилля довгої головки двоголового м'яза, що лежить в міжгорбковій борозні (sulcus intertubercularis); інше випинання, підсухожильна сумка підлопаткового м'яза (bursa subtendinea m. subscapularis), розташоване під верхнім відділом підлопаткового м'яза.

## Рухи
Представляючи типове багатовісне кулясте зчленування, плечовий суглоб відрізняється великою рухливістю. Рухи відбуваються навколо трьох головних осей: фронтальної, сагітальної та вертикальної. Існують також кругові рухи (циркумдукція). При русі навколо фронтальної осі рука здійснює згинання і розгинання. Навколо сагітальної осі відбуваються відведення і приведення. Навколо вертикальної осі відбувається обертання кінцівки назовні (супінація) і всередину (пронація). Згинання руки і відведення її можливі, як було зазначено вище, тільки до рівня плечей, оскільки нада́лі рух гальмується натягом суглобової капсули і підпорою верхнього кінця плечової кістки в звід, утворений акроміоном лопатки і дзьобоподібно-плечовою зв'язкою. Якщо рух руки триває вище горизонталі, то тоді цей рух відбувається вже не в плечовому суглобі, а вся кінцівка рухається разом з поясом верхньої кінцівки, причому лопатка робить поворот зі зміщенням нижнього кута вперед і в латеральну сторону.

## Функція
Можливі рухи в плечовому суглобі:
- Відведення
- Приведення
- Згинання
- Розгинання
- Обертання
- Кругові рухи

## Кровопостачання та іннервація
Кровопостачання здійснюють надлопаткова артерія, передня і задня огинальні артерії плеча. Іннервацію суглоб отримує від надлопаткового нерва та гілок довгого грудного, променевого та підлопаткового нервів.

## Патологія
До вроджених захворювань належать аномалії розвитку та вроджені вивихи плечового суглоба. До надбаних захворювань відносять артрит, деформуючий артроз, періартрит. Найчастішими механічними ушкодженнями плечового суглоба є вивихи, переломи підкапсульної голівки і шийки плечової кістки, розриви і розтягування зв'язок, що оточують суглоб, сухожиль і м'язів.